# Parque nacional Iriomote-Ishigaki
El parque nacional Iriomote-Ishigaki (西表石垣国立公園, Iriomote-Ishigaki Kokuritsu Kōen) es un parque nacional de la prefectura de Okinawa, Japón. Está situado en las islas Yaeyama del Mar de China Oriental y sus alrededores.
El parque se estableció en 1972 como parque nacional de Iriomote (西表国立公園) e incluía las islas de Iriomote, Kohama, Kuro y Taketomi. En agosto de 2007 la zona protegida se amplió para incluir la isla de Ishigaki.
El parque es famoso por ser el hábitat del gato salvaje de Iriomote.

## Municipios relacionados
- Ishigaki, Taketomi.[2]